# دان دومولين
دان دومولين (بالإنجليزية: Dan Dumoulin)‏ هو لاعب كرة قاعدة أمريكي، ولد في 20 أغسطس 1953 في كوكومو في الولايات المتحدة.

## وصلات خارجية
- دان دومولين على موقعبيزبول رفرنس.كوم (الدوري الرئيسي) (الإنجليزية)
- دان دومولين على موقعبيزبول رفرنس.كوم (الدوري الثانوي) (الإنجليزية)